# Olga Szergejevna Kuzenkova
Olga Szergejevna Kuzenkova (oroszul: Ольга Сергеевна Кузенкова; Szmolenszk, 1970. október 4. –) olimpiai és világbajnok orosz atlétanő, kalapácsvető.
Több alkalommal állított fel új világrekordot kalapácsvetésben. Az 1990-es évek második felében a román Mihaela Melintevel sorra javították egymást világrekordjait. 1997. június 22-én Münchenben 71,22 métert dobott, amivel ő lett az első nő, aki átlépte a 70 méteres határt. Még aznap megjavította új legjobbját egy 73,10 méteres teljesítménnyel. Egy évvel később Melinte négy centiméterrel nagyobbat dobott, és Kuzenkova már nem tudta többé megdönteni az aktuális világrekordot.
A 2000-es Sydney-i olimpián a selejtező legjobb eredményével jutott döntőbe, ott azonban alulmaradt a lengyel Kamila Skolimowskával szemben, és végül ezüstérmes lett. Négy évvel később Athénban aranyérmet nyert.  A döntőben 75,02 métert dobott, ami új olimpiai rekord volt. Egy évvel később a Helsinkiben rendezett világbajnokságon is első lett.